# Kendra Spade
Kendra Spade (Nueva Orleans, Luisiana; 11 de mayo de 1998) es una actriz pornográfica y modelo erótica estadounidense.

## Biografía
Natural de Nueva Orleans, en el estado de Luisiana, Spade nació en mayo de 1998, en una familia con orígenes filipinos. Luego se mudó con su madre y su padrastro a la pequeña población de Kelso, en el estado de Washington.
En junio de 2017, a los 19 años, comenzó a realizar diversos clips de corte amateur anunciándose en el sitio web Craigslist. También actuó ante un fotógrafo que le remitió una de sus sesiones al agente de talentos y director de la agencia Spiegler Girls, Mark Spiegler, con quien firmó su primer contrato como actriz pornográfica.
Como actriz, ha trabajado para estudios como Brazzers, Hustler, Evil Angel, Hard X, Kink.com, Girlfriends Films, 3rd Degree, Zero Tolerance, Blacked, Naughty America, Devil's Film, Elegant Angel, Pure Taboo, Mofos, Girlsway o Burning Angel, entre otros.
En abril de 2019, apareció en una nueva sesión fotográfica para la edición de junio de la revista Hustler. En mayo del mismo año, el portal Girlsway la eligió como Chica Girlsway del mes.
Su nombre no pasó desapercibido en el circuito de premios de la industria pornográfica, siendo primeramente nominada en los Premios XCritic en 2018 a Mejor nueva estrella. Al año siguiente, recibió sendas nominaciones en los Premios AVN y XBIZ a Mejor actriz revelación.
En los Premios AVN de 2019 también consiguió quedar nominada en las categorías de Mejor escena de sexo lésbico en grupo por My Girlfriend's Girlfriend y a la Mejor escena de trío Mujer-Hombre-Mujer por Neon Night Out.
Hasta la actualidad ha rodado más de 500 películas como actriz.

## Premios y nominaciones
| Año  | Ceremonia       | Resultado | Premio                                        | Trabajo                               |
| ---- | --------------- | --------- | --------------------------------------------- | ------------------------------------- |
| 2018 | Premios XCritic | Nominada  | Mejor nueva estrella                          | —                                     |
| 2019 | Premios AVN     | Nominada  | Mejor actriz revelación                       | —                                     |
| 2019 | Premios AVN     | Nominada  | Mejor escena de sexo lésbico en grupo         | My Girlfriend's Girlfriend            |
| 2019 | Premios AVN     | Nominada  | Mejor escena de trío M-H-M                    | Neon Night Out                        |
| 2019 | Premios XBIZ    | Nominada  | Mejor actriz revelación                       | —                                     |
| 2019 | Premios Urban X | Nominada  | Anal Performer                                | —                                     |
| 2020 | Premios XBIZ    | Nominada  | Mejor escena de sexo en película protagonista | Untreatable                           |
| 2020 | Premios XBIZ    | Nominada  | Mejor escena de sexo en película vignette     | A Black Bull for My Hotwife 3         |
| 2021 | Premios AVN     | Nominada  | Mejor actriz en mediometraje                  | True Lesbian                          |
| 2021 | Premios AVN     | Ganadora  | Mejor escena de sexo en cuarentena            | Teenage Lesbian: One Year Later       |
| 2021 | Premios XBIZ    | Nominada  | Mejor escena de sexo en realidad virtual      | The Dorm Room: Back to School Edition |
| 2023 | Premios AVN     | Nominada  | Aparición mainstream del año                  | —                                     |